# Tour Scotia
Pour les articles homonymes, voir Scotia (homonymie).
La tour Scotia est l'édifice montréalais principal de la Banque Scotia. Il est situé au 1002 rue Sherbrooke Ouest, face au commencement de la rue McTavish. Cet édifice est relié au Montréal souterrain par son accès à la section est de la station de métro Peel.
La tour Scotia mesure près de 128 mètres et possède 27 étages. Le gratte-ciel a été construit en 1990.